# Agrippa (månekrater)
 For alternative betydninger, se Agrippa. (Se også artikler, som begynder med Agrippa)
Agrippa er et nedslagskrater på Månen, som ligger på Månens forside i den sydøstlige udkant af Mare Vaporum. Krateret er opkaldt efter den græske astronom Agrippa fra det 1. århundrede.
Navnet blev officielt tildelt af den Internationale Astronomiske Union (IAU) i 1935. 

## Omgivelser
Det ligger nord for Godinkrateret, og den irregulære Tempelkrater-formation ligger lige mod øst. Mod nord og nordøst løber en rille med navnet Rima Ariadaeus i retningen øst-sydøst, til den når den vestlige rand af Mare Tranquillitatis.

## Karakteristika
Agrippas rand har en usædvanlig form og ligner et skjold med en afrundet kant mod syd og en mere kantet nordlig halvdel. Dets indre er noget uregelmæssigt med en central forhøjning i midten. Agrippa er 46 kilometer i diameter og 3,1 kilometer dybt. Krateret stammer fra Eratosthenian-perioden, som varede fra 3,2 til for 1,1 milliarder år siden.

## Satellitkratere
De kratere, som kaldes satellitter, er små kratere beliggende i eller nær hovedkrateret. Deres dannelse er sædvanligvis sket uafhængigt af dette, men de får samme navn som hovedkrateret med tilføjelse af et stort bogstav. På kort over Månen er det en konvention at identificere dem ved at placere dette bogstav på den side af satellitkraterets midte, som ligger nærmest hovedkrateret.Agrippakrateret har følgende satellitkratere:
| Agrippa | Bredde | Længde  | Diameter |
| ------- | ------ | ------- | -------- |
| B       | 6,2° N | 9,4° Ø  | 4 km     |
| D       | 3,8° N | 6,7° Ø  | 20 km    |
| E       | 5,2° N | 8,5° Ø  | 5 km     |
| F       | 4,4° N | 11,4° Ø | 6 km     |
| G       | 3,9° N | 6,2° Ø  | 13 km    |
| H       | 4,8° N | 10,7° E | 6 km     |
| S       | 5,3° N | 8,9° Ø  | 32 km    |

## Måneatlas
- Billeder af Agrippakrateret i LPI-måneatlasset